# Võ Huy Tâm
Võ Huy Tâm (1926 - 1996), là một nhà văn, nhà thơ Việt Nam, được truy tặng Giải thưởng Nhà nước về văn học nghệ thuật năm 2001. Các tác phẩm của ông chủ yếu viết về vùng mỏ Quảng Ninh.

## Tiểu sử
Võ Huy Tâm sinh ngày 28 tháng 12 năm 1926 tại xã Gia Hòa, huyện Nam Ninh, tỉnh Nam Định nhưng từ nhỏ đã theo gia đình ra sinh sống ở vùng mỏ (Quảng Ninh).
Từ những năm 1941-1942, ông làm thợ mỏ ở mỏ than Uông Bí, tham gia hoạt động trong tổ chức Công nhân cứu quốc và trong nhóm nghiên cứu chủ nghĩa Mác ở Đông Dương do Đảng tổ chức.
Cuối những năm 1948-1949, ông về Hồng Gai, Cẩm Phả và hoạt động trong vùng địch. Trong kháng chiến chống Pháp, Võ Huy Tâm vừa viết văn, làm thợ, vừa tham gia công tác Công đoàn.
Sau đó ông lên Việt Bắc, công tác trong Tổng Liên đoàn Lao động Việt Nam. Từ cuối năm 1951, làm việc ở Sở Vận tải và Báo Công đoàn Vận tải. Sau đó, chuyển về làm việc ở mỏ Làng Cẩm, mỏ Phấn Mễ…
Sau hòa bình (1954), Võ Huy Tâm chuyển về Hà Nội, công tác ở cơ quan Hội Nhà văn (1959-1962). Những năm 1963-1966, Ông là một trong những người đảm nhiệm công tác đào tạo những người viết văn trẻ của Hội. Ông là hội viên Hội Nhà văn Việt Nam từ 1957. Uỷ viên Ban Chấp hành Hội Nhà văn Việt Nam (khoá I và II).
Từ 1967-1975, ông công tác tại tuần báo Văn nghệ rồi trở lại sống ở Quảng Ninh. Ông mất ngày 21 tháng 10 năm 1996 tại Quảng Ninh.

## Sự nghiệp
Tiểu thuyết Vùng mỏ của Võ Huy Tâm được coi là tác phẩm mở đầu cho văn học nghệ thuật Quảng Ninh viết về công nhân.
Ngoài những tiểu thuyết, truyện ngắn nổi tiếng một thời, Võ Huy Tâm còn là một nhà thơ, ông còn có một trường ca  có tên Kể chuyện mở thời Tây, được sáng tác năm 1956.
Võ Huy Tâm từng nói, ông chính là người đã đặt tên cho Vịnh Bái Tử Long vào cuối năm 1948-1949.
Năm 2001, ông được truy tặng Giải thưởng Nhà nước về Văn học nghệ thuật với các tiểu thuyết: Vùng mỏ, Những người thợ mỏ.

## Tác phẩm
- Vùng mỏ (tiểu thuyết, 1951)
- Kể chuyện mỏ thời Tây (trường ca, 1956)
- Chiếc cán búa (tập truyện ngắn, 1958)
- Ngõ ngang xóm thợ (truyện vừa, 1960)
- Những người thợ mỏ (tiểu thuyết, 1961)
- Đi lên đi (tiểu thuyết, 1971)
- Gánh chèo mảnh (tập truyện ngắn, 1974)
- Măng bão (truyện thiếu nhi, 1980)
- Trăng bão (truyện dài, 1980)
- Rượu chát (tiểu thuyết, 1981)
- Vỉa than lớn (tiểu thuyết, 1983)
- Hòn gạch chịu lửa (tập truyện ngắn, 1984)
- Hạt trai (truyện, 1987)

## Vinh danh
- Giải thưởng Nhà nước về Văn học nghệ thuật năm 2001 (truy tặng)
- Tại Cẩm Phả, tỉnh Quảng Ninh, có con đường mang tên Võ Huy Tâm, chiều dài khoảng 700m, bắt đầu từ đường Bái Tử Long kéo dài đến đường Thanh Niên.[5]

### Giải thưởng văn học
- Giải thưởng Văn nghệ của Hội Văn nghệ Việt Nam năm 1952 (tiểu thuyết Vùng mỏ)